# أرماند إتش. كوت
أرماند إتش. كوت هو سياسي أمريكي، ولد في 19 أبريل 1909 في سنترال فولز في الولايات المتحدة، وتوفي في 28 أبريل 1980. نشط حزبياً في الحزب الديمقراطي. وقد انتخب Secretary of State of Rhode Island ‏.